# Машише
Машише (порт. Maxixe) — город в Мозамбике, расположен в провинции Иньямбане.

## Географическое положение
Центр города располагается на нулевой высоте над уровнем моря.

## Транспорт
Ближайший к Машише аэропорт расположен в городе Иньямбане.

## Демография
Население города по годам:
| 1997   | 2007    | 2012    |
| ------ | ------- | ------- |
| 97 173 | 105 895 | 108 919 |